# Andrija Kujundžić
Andrija Kujundžić, in serbo Андрија Кулунџић? (Subotica, 29 novembre 1899 – Subotica, 11 ottobre 1970), è stato un calciatore jugoslavo, di ruolo difensore.